# اقیانوس اشک‌ها (ترانه)
«اقیانوس اشک‌ها» (به انگلیسی: Ocean of Tears) ترانه‌ای از خواننده-ترانه‌پرداز و تهیه‌کنندهٔ آمریکایی کارولین پولاچک می‌باشد که در سومین آلبوم استودیویی وی تحت عنوان پنگ قرار دارد. این ترانه در ۲۴ ژوئیهٔ سال ۲۰۱۹ به‌عنوان تک‌آهنگ اصلی آلبوم با «چتر نجات» منتشر گردید.